# Centrale hydroélectrique d'Anjalankoski

La centrale hydroélectrique d'Anjalankoski (finnois : Anjalankosken voimalaitos) est une centrale hydroélectrique située dans le quartier d'Anjala à Kouvola en Finlande.

## Caractéristiques
La centrale électrique d'Anjalankoski est située sur le fleuve Kymijoki en aval du centre-ville de Kouvola sur le territoire de l'ancienne ville d'Anjalankoski. 
Construite en 1983, elle a une hauteur de chute de 9,7 mètres.
La centrale dispose d'une turbine d'une puissance de 20 mégawatts et elle produit environ 130 GWh d'énergie par an, ce qui correspond à la consommation annuelle d'électricité de près de 18 600 familles de quatre personnes. 
La centrale électrique appartient à Kemijoki Oy.